# Mantua Regio
La Mantua Regio è una struttura geologica della superficie di Miranda.